# Penantian (Pagar Gunung)
Penantian is een bestuurslaag in het regentschap Lahat van de provincie Zuid-Sumatra, Indonesië. Penantian telt 549 inwoners (volkstelling 2010).